# Список глав государств в 51 году до н. э.
| 52 до н. э. ← Список глав государств по годам → 50 до н. э. |

## Азия
- Анурадхапура — Чора Нага, царь (62 до н. э. — 50 до н. э.)
- Армения Великая — Артавазд II, царь (55 до н. э. — 34 до н. э.)
- Армения Малая — Дейотар, царь (63 до н. э. — 47 до н. э., 44 до н. э. — 42 до н. э.)
- Атропатена — Артавазд I, царь (56 до н. э. — 30 до н. э.)
- Иберия — Фарнаваз II, царь  (63 до н. э. — 30 до н. э.)
- Индо-греческое царство — Зоил II, царь  (55 до н. э. — 35 до н. э.)
- Индо-скифское царство:
  - Азес I, царь (57 до н. э. — 35 до н. э.)
  - Азилис, царь (57 до н. э. — 35 до н. э.)
- Иудея — междуцарствие  (63 до н. э. — 40 до н. э.)
- Каппадокия:
  - Ариобарзан II Филопатр, царь (63 до н. э./62 до н. э. — 51 до н. э.)
  - Ариобарзан III, царь (51 до н. э. — 42 до н. э.)
- Китай (Династия Хань) — Сюань-ди (Лю Бинъи), император  (74 до н. э. — 49 до н. э.)
- Коммагена — Антиох I,  царь (70 до н. э./69 до н. э. — 40 до н. э.)
- Корея:
  - Махан — Вон, вождь (58 до н. э. — 33 до н. э.)
  - Силла — Хёккосе, исагым (57 до н. э. — 4)
  - Тонбуё — Хэбуру, ван (86 до н. э. — 48 до н. э.)
- Магадха (династия Кадва) — Нараяна, царь (ок. 52 до н. э. — ок. 40 до н. э.)
- Набатейское царство — Малику I, царь (60 до н. э./59 до н. э. — 30 до н. э.)
- Осроена — Ману II, царь (52 до н. э. — 34 до н. э.)
- Парфия — Ород II, царь (57 до н. э. — 37 до н. э.)
- Понтийское царство — Фарнак II, царь (63 до н. э. — 47 до н. э.)
- Сатавахана — Апилака, махараджа (60 до н. э. — 48 до н. э.)
- Харакена — Тирей II,  царь (ок. 79 до н. э./78 до н. э. — ок. 49 до н. э./48 до н. э.)
- Хунну — Хуханье, шаньюй (58 до н. э. — 31 до н. э.)
- Элимаида — Камнаскир V,  царь (73 до н. э./72 до н. э. — ок. 46 до н. э.)
- Япония — Судзин, тэнно (император) (97 до н. э. — 29 до н. э.)

## Африка
- Египет:
  - Птолемей XII Авлет, фараон (80 до н. э. — 58 до н. э., 55 до н. э. — 51 до н. э.)
  - Птолемей XIII, фараон (51 до н. э. — 47 до н. э.)
  - Клеопатра VII Филопатор, царица (51 до н. э. — 30 до н. э.)
- Мавретания — Мастанесоса, царь (ок. 80 до н. э. — 49 до н. э.)
- Мероитское царство (Куш) — Аманихабале, царь (ок. 60 до н. э. — ок. 45 до н. э.)
- Нумидия — Юба I, царь (60 до н. э. — 46 до н. э.)

## Европа
- Атребаты — Коммий, вождь (ок. 57 до н. э. — 20 до н. э.)
- Боспорское царство — Фарнак II, царь (63 до н. э. — 47 до н. э.)
- Дакия — Буребиста, царь (ок. 82 до н. э. — ок. 44 до н. э.)
- Ирландия — Конайре Великий, верховный король (110 до н. э. — 40 до н. э.)[1]
- Одрисское царство (Фракия):
  - Котис IV, царь астов (57 до н. э. — 48 до н. э.)
  - Котис I, царь сапеев (57 до н. э./55 до н. э. — 48 до н. э.)
- Римская республика:
  - Сервий Сульпиций Руф, консул (51 до н. э.)
  - Марк Клавдий Марцелл, консул (51 до н. э.)

## Галерея

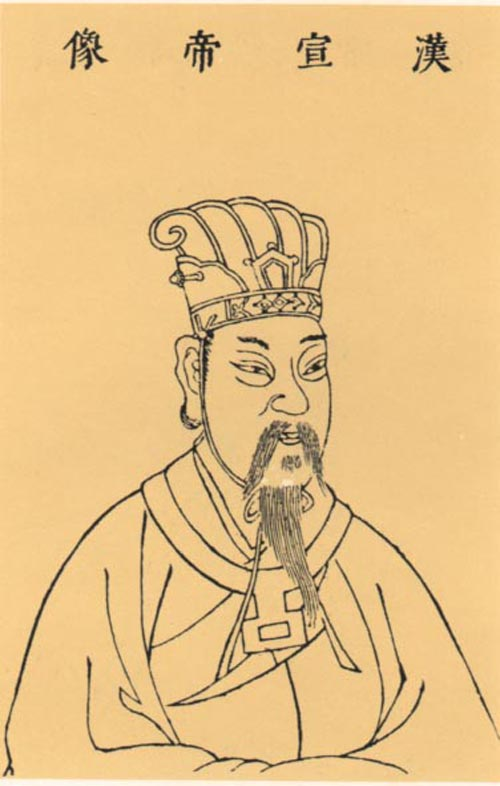
Сюань-ди 74 до н.э.— 49 до н.э. Император Китая
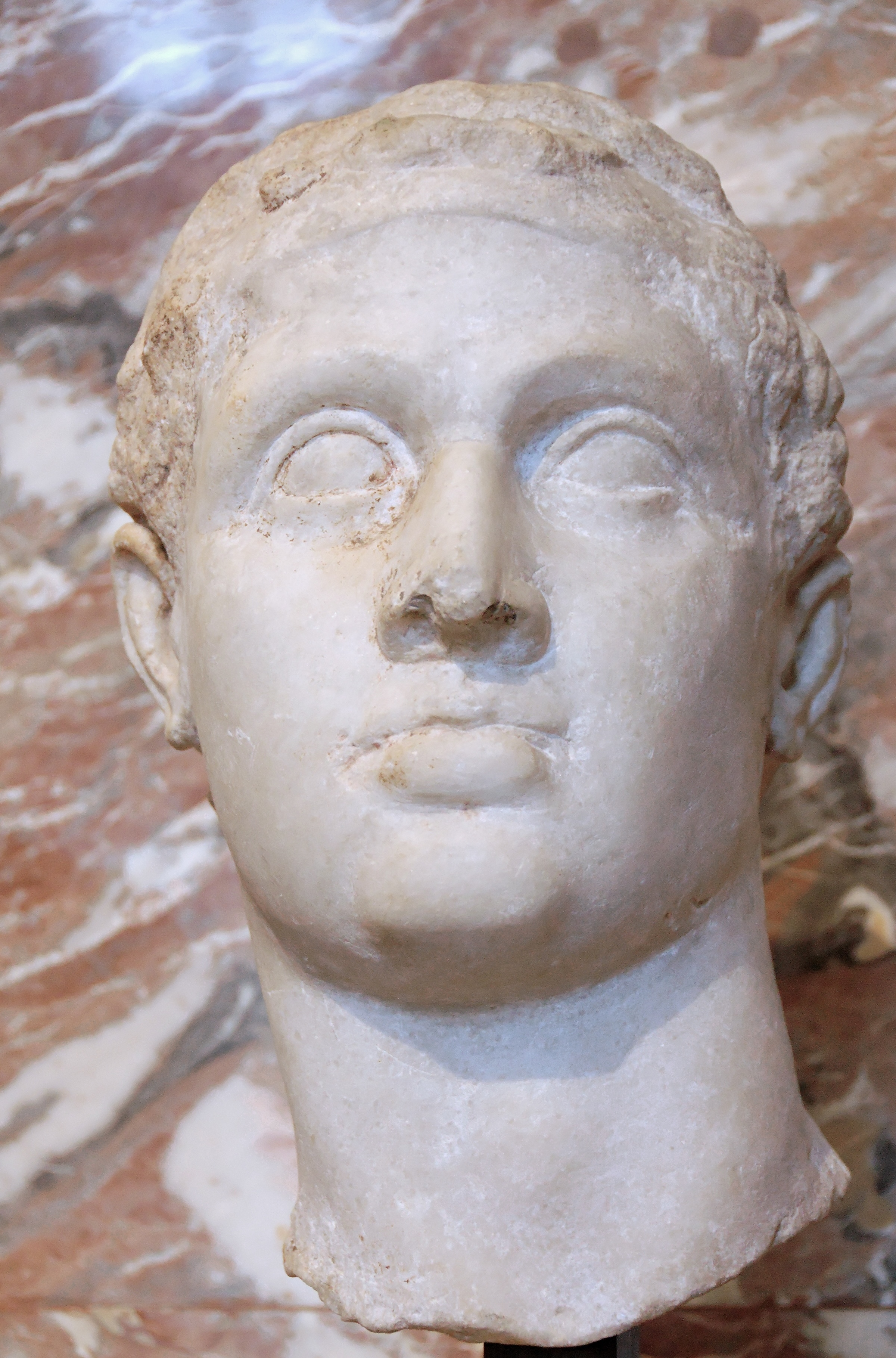
Птолемей XII Авлет 80 до н.э.— 58 до н.э., 55 до н.э.— 51 до н.э. Фараон Египта
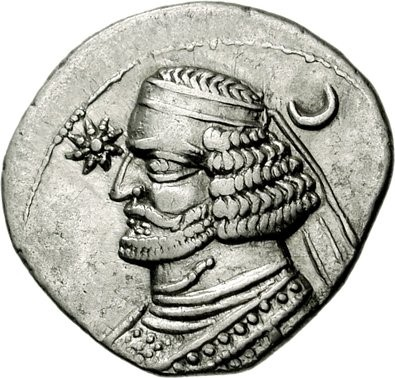
Ород II 57 до н.э.— 37 до н.э. Царь Парфии
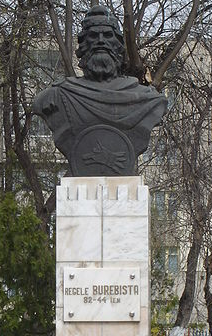
Буребиста 82 до н.э.— 44 до н.э. Царь Дакии
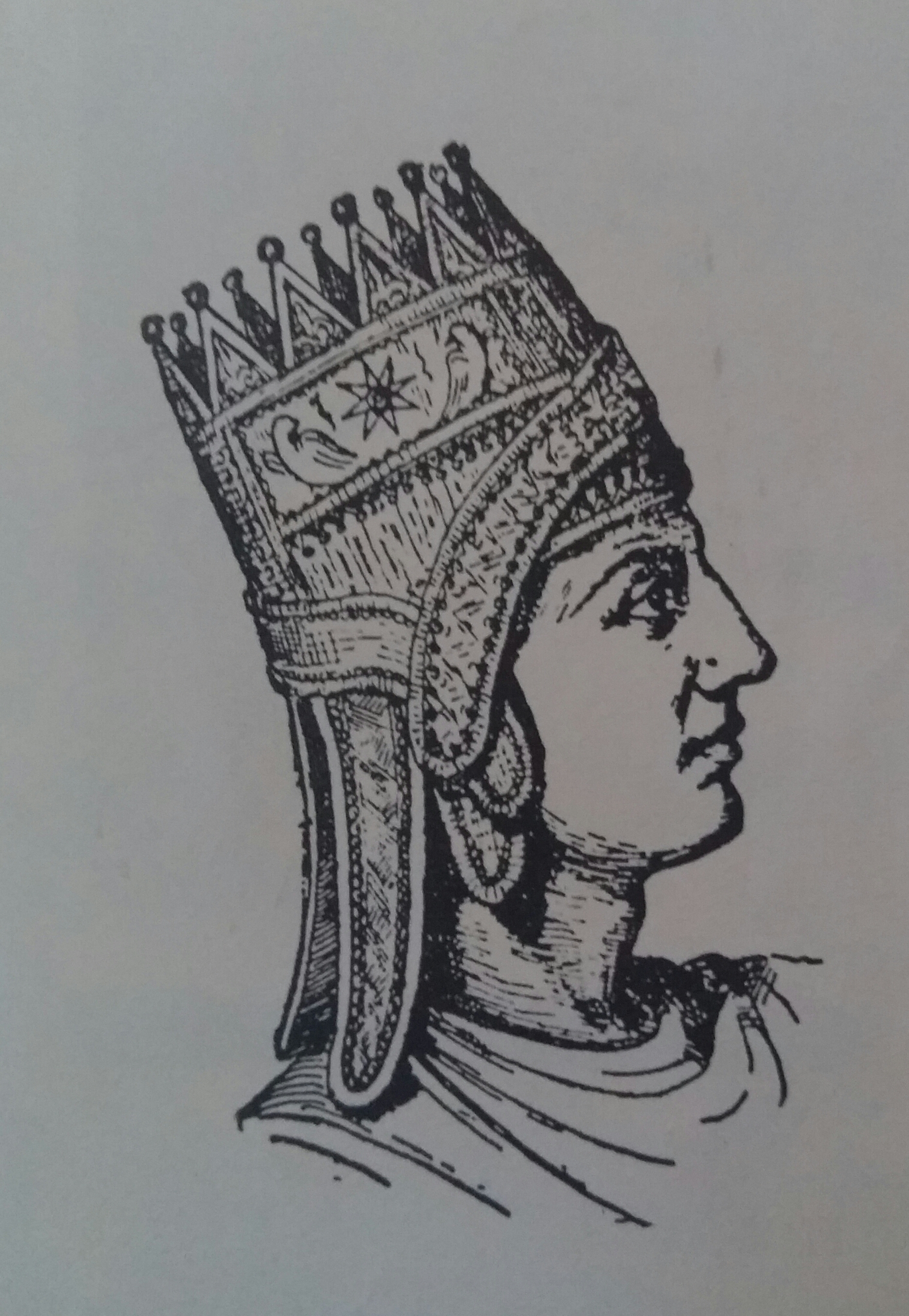
Артавазд II 55 до н.э.— 34 до н.э. Царь Армении
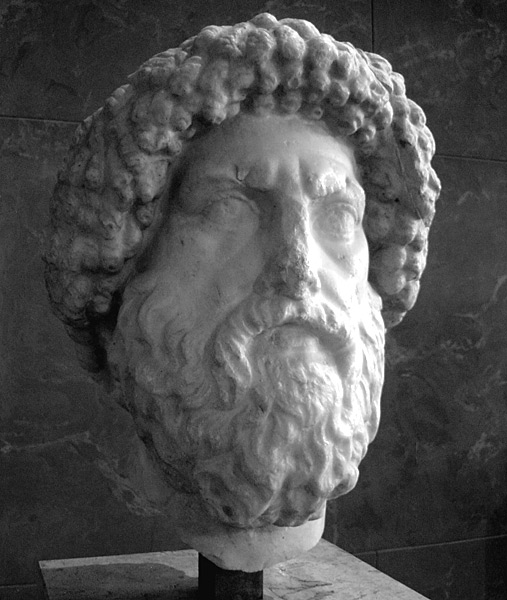
Юба I 60 до н.э.—46 до н.э. Царь Нумидии
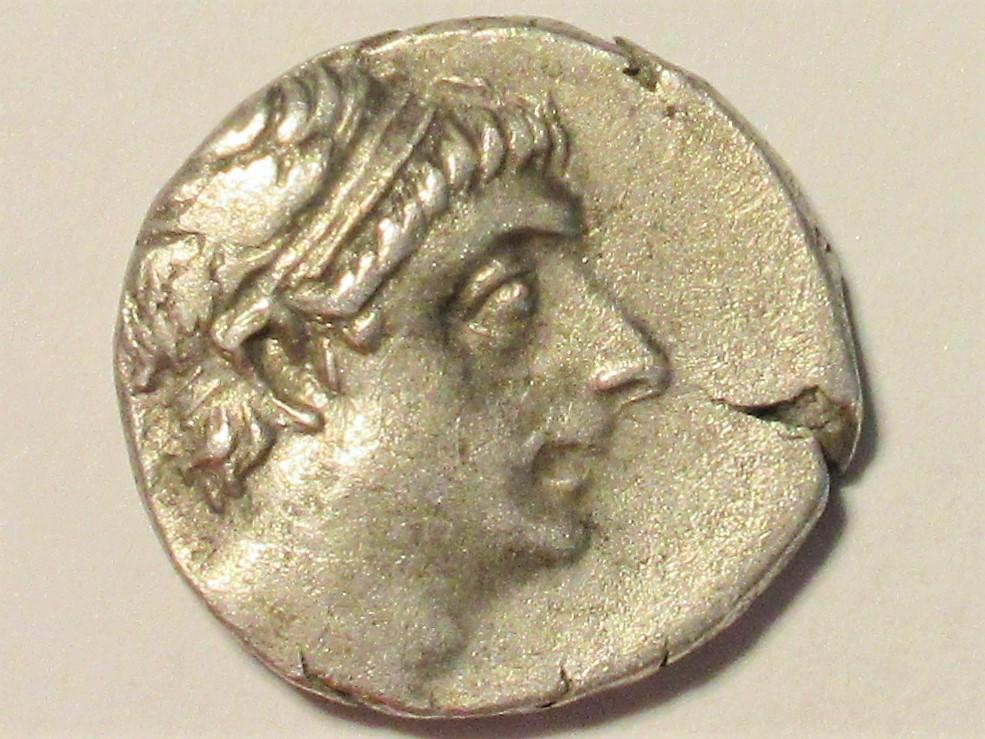
Ариобарзан II Филопатр 63/62 до н.э.—51 до н.э. Царь Каппадокии
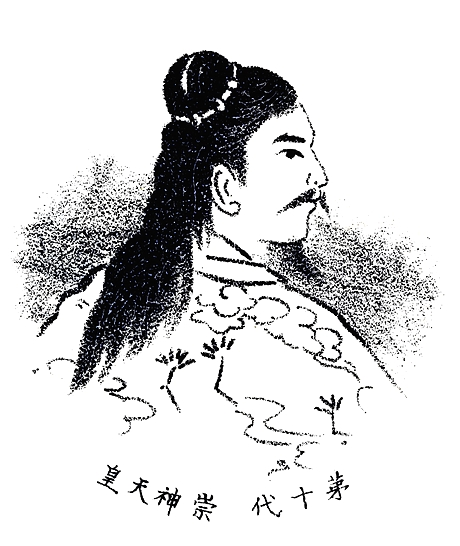
Судзин 97 до н.э.—29 до н.э. Император Японии